# Cornu de Sus (gmina)
Cornu de Sus – wieś w Rumunii, w okręgu Prahova, w gminie Cornu. W 2011 roku liczyła 1060 mieszkańców.